# Christian Gottfried von Schmidlin
Christian Gottfried Schmidlin, ab 1850 von Schmidlin, (* 2. Januar 1789 in Stuttgart; † 4. Oktober 1862 ebenda) war ein württembergischer Oberamtmann und Landtagsabgeordneter.

## Leben
Christian Gottfried Schmidlin entstammte einer altwürttembergischen Theologen- und Beamtenfamilie. Er war der Sohn des Stuttgarter Gymnasialrektors Johann Christoph Schmidlin (* 1745; † 1800) und der Johanna Friederike geb. Hoffmann (* 1756; † 1832). Christian Gottfried Schmidlin hatte sechs Geschwister, darunter der Regierungsrat Johann Gottlieb Schmidlin (* 1884 † 1862), der Innenminister Christoph Friedrich von Schmidlin (* 1780; † 1830) und der Staatsrat Wilhelm Friedrich von Schmidlin (* 1793; † 1867).
Nach dem Studium war er Stadtschreiberei-Verweser und dann von 1822 bis 1824 Oberamtsverweser und von 1824 bis 1829 Oberamtmann in Waldsee. Von 1829 bis 1840 leitete er das Oberamt Biberach. 1840 wurde er Regierungsrat bei der Regierung des Neckarkreises in Ludwigsburg, dieses Amt bekleidete er bis zum Eintritt in den Ruhestand. Er starb an einem Magenleiden.

## Politik
Im Alter von nur 31 Jahren wurde er 1820 im Wahlkreis Biberach erstmals in den württembergischen Landtag gewählt. Vor dem Zusammentritt des zweiten ordentlichen Landtags (1. Dezember 1823) legte er das Mandat nieder. Schmidlin war für das Oberamt Backnang von 1845 bis 1848 erneut Abgeordneter in der Zweiten Kammer des württembergischen Landtags.

## Ehrungen
1850 wurde er mit dem Ritterkreuz des Ordens der Württembergischen Krone ausgezeichnet. Damit war der württembergische persönliche Adel (Nobilitierung) verbunden.